# Albert Bodmer (Stadtplaner)
Albert Bodmer (* 3. Juli 1893 in Zürich, 15. Februar 1990 in Gächlingen) war ein Schweizer Architekt und Stadtplaner. Er gilt als Pionier der Schweizer Stadt- und Raumplanung und war ein Anhänger der Gartenstadtbewegung. Seine Hauptwirkungsstätten waren Winterthur und Genf, deren planerische Entwicklung er massgeblich beeinflusst hat.

## Leben
Albert Bodmer kam als Sohn des Bauingenieurs Albert Bodmer zur Welt (u. a. Bauleiter der Quaibrücken in Zürich) und verbrachte seine Kindheit in Zürich. Nach Besuch der Oberrealschule studierte er von 1912 bis 1918 Bauingenieurwesen an der ETH Zürich und konnte dort Vorlesungen von Hans Bernoulli besuchen. Während seines Studiums gewann er zusammen mit Konrad Hippenmeier den von 1915 bis 1918 dauernden Bebauungsplanwettbewerb für ein Grosszürich. Der Gewinn des von Zürich und 22 Nachbargemeinden durchgeführten Wettbewerbs läutete für die beiden Gewinner erfolgreiche Karrieren ein. Bodmer wurde nach seinem Studium Adjunkt des Stadtbaumeisters von Biel und organisierte in dieser Funktion einen Bebauungsplanwettbewerb für Biel. 1922 gewann er während dieser Zeit den Bebauungsplanwettbewerb der Gemeinde Aarberg.
1923 wechselte er nach Winterthur, wo er die neu geschaffene Stelle als Stadtplaner annahm. In dieser Funktion erschuf er 1926 den auch «Bodmerplan» genannten ersten Nutzungszonenplan einer Schweizer Stadt und legte damit den Grundstein für die heutige «Gartenstadt» Winterthur. Als Anhänger der Gartenstadtbewegung war er in Winterthur auch Mitbegründer der Heimstättengenossenschaft Winterthur und holte während seiner Wirkungszeit mit Hans Bernoulli einen weiteren bekannten Vertreter der Gartenstadtidee nach Winterthur, der in der Stadt Siedlungen an der Bachtelstrasse, beim Deutweg und im Eichliackerquartier realisierte.
Nach acht Jahren in Winterthur nahm Bodmer in Genf die Stelle als «Chef du Service d'urbanisme» an und erstellte 1937 in dieser Funktion den ersten kantonalen Richtplan. Nach 15 Jahren verlegte Bodmer seine Wirkungsstätte erneut und wurde 1948 in Bern Chef des Regionalplanungsbüros. 1956 machte er sich schliesslich selbstständig und führte in der Bundesstadt für drei Jahre ein eigenes Planungsbüro, bevor er 1959 als UNO-Experte für Stadt- und Landwirtschaftsplanung in die Türkei berufen wurde. Diese Funktion übte er dann von 1959 bis 1963 aus, bevor er seine Wirkungsstätte zurück in die Schweiz verlegte. Dort nahm er zunächst eine Stelle als Kreisplaner für die Region Winterthur-Zürcher Oberland (1963–66) an, bevor er sich als freiberuflicher Berater wieder selbstständig machte.